# Encyclopedic Dictionary of Mathematics
Pour les articles homonymes, voir EDM.
L'Encyclopedic Dictionary of Mathematics, EDM (dictionnaire encyclopédique des mathématiques) est une traduction du japonais Iwanami Sūgaku Jiten (岩波数学辞典) en anglais. Shokichi Iyanaga est l’éditeur des deux premières éditions ; l'éditeur de la troisième édition est Kiyoshi Itō ; la quatrième édition a été éditée par la Société mathématique du Japon . 

## Éditions
- (ja) Shōkichi Iyanaga, Iwanami Sūgaku Jiten, Tokyo, Iwanami Shoten, iwa, 1re éd. (MR 0062668)
- (ja) Shōkichi Iyanaga, Iwanami mathematical dictionary : Révisé et élargi, Tokyo, Iwanami Shoten, coll. « Edited by the Mathematical Society of Japan », 1960 (MR 0130788)
- (ja) Shōkichi Iyanaga, Iwanami Sūgaku Jiten, Tokyo, Iwanami Shoten Publishers, Tokyo, 1968, 2e éd. (MR 0241228)
- (ja) Shōkichi Iyanaga, Encyclopedic Dictionary of Mathematics, Volumes I, II : hardback, translated from the 2nd Japanese edition, MIT Press, 1977, 1re éd., 1750 p. (ISBN 978-0-262-09016-2, MR 490100, présentation en ligne)
- (ja) Shōkichi Iyanaga et Yukiyosi Kawada, Encyclopedic Dictionary of Mathematics, Volumes I, II : traduits de la 2e édition japonaise, version de poche de l'édition de 1977, 1980, 1re éd., 1750 p. (ISBN 978-0-262-59010-5, MR 591028)
- (ja) Sūgaku Jiten, Tokyo, Iwanami Shoten, 1985, 3e éd. (ISBN 978-4-00-080016-7, MR 924841)
- (en) Kiyoshi Itō, Encyclopedic Dictionary of Mathematics. Vol. I--IV : Livre relié, Traduit du japonais 3e édition, MIT Press, 1987, 2e éd., 2148 p. (ISBN 978-0-262-09026-1, MR 901762, présentation en ligne)
- (en) Kiyoshi Itō (trad. du japonais), Encyclopedic Dictionary of Mathematics. Vol. I--II : Broché, Traduit de la 3ème édition japonaise, Cambridge (Mass.)/London, MIT Press, 1993, 2e éd., 2148 p. (ISBN 0-262-59020-4, présentation en ligne)
- (ja) Iwanami Sūgaku Jiten, Tokyo, Iwanami Shoten, 2007, 4e éd., 2000 p. (ISBN 978-4-00-080309-0, MR 2383190)